# 베로니카 (2017년 멕시코 영화)
베로니카(Veronica)는 멕시코에서 제작된 감독카를로스 알가라, 알레한드로 마르티네즈 벨트란 감독의 2017년 드라마, 미스터리, 스릴러 영화이다. 올가 세구라 등이 주연으로 출연하였다.

## 출연

### 주연
- 올가 세구라

### 조연
- 아셀리아 라미레즈